# Saison 6 de Clem
Chronologie
Saison 5 Saison 7
Cet article présente le guide des épisodes de la sixième saison de la série télévisée française Clem.

## Épisodes

### Épisode 1:¡ Hola mamá!
- Suisse : 22 décembre 2015 sur RTS Un
- Belgique : 4 février 2016 sur La Une
- France : 14 mars 2016 sur TF1

- France : 5,42 millions de téléspectateurs (22,4 % de parts de marché)[1]

thème : l'Avortement en Espagne, l'accouchement sous X

### Épisode 2:Les Risques du métier
- Suisse : 29 décembre 2015 sur RTS Un
- Belgique : 4 février 2016 sur La Une
- France : 21 mars 2016 sur TF1

- France : 5,26 millions de téléspectateurs (21,9 % de parts de marché)[2]

thème = la relation professeur - élève

### Épisode 3:Comment ne pas douter?
- Suisse : 5 janvier 2016 sur RTS Un
- Belgique : 11 février 2016 sur La Une
- France : 28 mars 2016 sur TF1

- France : 5,50 millions de téléspectateurs (21,4 % de parts de marché)[3]

thème : le soupçon de la maltraitance d'enfant, la maltraitance infantile

### Épisode 4:¡ Matame!
- Suisse : 12 janvier 2016 sur RTS Un
- Belgique : 14 février 2016 sur La Une
- France : 4 avril 2016 sur TF1

- France : 5,59 millions de téléspectateurs (22 % de parts de marché)[4]

thème : l'euthanasie, l'euthanasie en France, le suicide assisté

### Épisode 5:Une femme de trop
- Suisse : 19 janvier 2016 sur RTS Un
- Belgique : 18 février 2016 sur La Une
- France : 11 avril 2016 sur TF1

- France : 5,57 millions de téléspectateurs (22,6 % de parts de marché)[5]